# NGC 3942
NGC 3942 ist eine Balken-Spiralgalaxie vom Hubble-Typ SBbc im Sternbild Becher. Sie ist schätzungsweise 159 Millionen Lichtjahre von der Milchstraße entfernt.
Das Objekt wurde im Jahre 1886 von Francis Leavenworth entdeckt.